# Домброва (Стараховицький повіт)
Домброва (пол. Dąbrowa) — село в Польщі, у гміні Павлув Стараховицького повіту Свентокшиського воєводства.
Населення — 773 особи (2011).
У 1975-1998 роках село належало до Келецького воєводства.

## Демографія
Демографічна структура на день 31 березня 2011 року:
|          | Загалом | Допрацездатний вік | Працездатний вік | Постпрацездатний вік |
| -------- | ------- | ------------------ | ---------------- | -------------------- |
| Чоловіки | 377     | 89                 | 239              | 49                   |
| Жінки    | 396     | 92                 | 214              | 90                   |
| Разом    | 773     | 181                | 453              | 139                  |